# Lill-Byxtjärnen
Lill-Byxtjärnen är en sjö i Ljusdals kommun i Hälsingland och ingår i Delångersåns huvudavrinningsområde.